# Carex montanoaltaica
Espèce
Classification phylogénétique
Carex montanoaltaica est une espèce de plantes du genre Carex et de la famille des Cyperaceae.